# Liga Europeia de Hóquei em Patins de 1998–99
A Liga Europeia de 1998–99 foi a 34.ª edição da Liga Europeia organizada pelo CERH.

## Equipas da Liga Europeia 1998/99
As equipas classificadas são:
| Fase             | Equipas          | Equipas           | Equipas      | Equipas        |
| ---------------- | ---------------- | ----------------- | ------------ | -------------- |
| 1.ª Eliminatória | Igualada HC      | FC Barcelona      | CE Noia      | CP Vic         |
| 1.ª Eliminatória | Hockey Novara    | Amatori Vercelli  | Hockey Prato | SL Benfica     |
| 1.ª Eliminatória | FC Porto         | Genève RHC        | RSC Uttigen  | La Vendéenne   |
| 1.ª Eliminatória | Herne Bay United | Valkenswaardse RC |              |                |
|                  |                  |                   |              |                |
| Pré-eliminatória | CD Paço de Arcos | HC Quévert        | SA Mérignac  | SC Thunerstern |

## Pré-Eliminatória
| Visitado       | Resultado | Visitante     | 1.ª Mão | 2.ª Mão |
| SC Thunerstern | 4-7       | Paço de Arcos | 0-2     | 4-5     |
| AS Merignac    | 4-10      | HC Quevert    | 2-3     | 2-7     |

## 1.ª Eliminatória
| Visitado      | Resultado | Visitante         | 1.ª Mão | 2.ª Mão |
| Paço de Arcos | 7-5       | Vercelli          | 4-2     | 3-3     |
| Genéve RHC    | 3-17      | Pati Vic          | 2-8     | 1-9     |
| SL Benfica    | 30-2      | Valkenswaardse RC | 19-1    | 11-1    |
| CE Noia       | 3-9       | Igualada          | 3-4     | 0-5     |
| RSC Uttigen   | 6-18      | FC Barcelona      | 2-9     | 4-9     |
| Hockey Prato  | 4-7       | Novara            | 2-3     | 2-4     |
| Quevert       | 3-30      | FC Porto          | 1-5     | 2-25    |
| Herne Bay     | 6-13      | La Roche-sur-Yon  | 5-4     | 1-9     |

## Fase de Grupos

### Grupo A
| Equipe        | Pts | J | V | E | D | GM | GS | DG  |
| ------------- | --- | - | - | - | - | -- | -- | --- |
| FC Porto      | 11  | 6 | 5 | 1 | 0 | 31 | 13 | 18  |
| Igualada      | 7   | 6 | 3 | 1 | 2 | 25 | 20 | 5   |
| SL Benfica    | 4   | 6 | 2 | 0 | 4 | 24 | 25 | -1  |
| Paço de Arcos | 2   | 6 | 1 | 0 | 5 | 17 | 39 | -22 |

|               | POR | IGU | BEN | PAÇ |
| ------------- | --- | --- | --- | --- |
| FC Porto      |     | 8-3 | 3-1 | 8-2 |
| Igualada      | 2-2 |     | 6-3 | 6-1 |
| SL Benfica    | 4-5 | 3-1 |     | 9-5 |
| Paço de Arcos | 1-5 | 3-7 | 5-4 |     |

### Grupo B
| Equipe       | Pts | J | V | E | D | GM | GS | DG  |
| ------------ | --- | - | - | - | - | -- | -- | --- |
| FC Barcelona | 12  | 6 | 6 | 0 | 0 | 38 | 12 | 26  |
| Novara       | 7   | 6 | 3 | 1 | 2 | 30 | 16 | 14  |
| Pati Vic     | 5   | 6 | 2 | 1 | 3 | 32 | 21 | 11  |
| Herne Bay    | 0   | 6 | 0 | 0 | 6 | 13 | 64 | -51 |

|              | BAR | NOV | VIC  | HER  |
| ------------ | --- | --- | ---- | ---- |
| FC Barcelona |     | 3-1 | 6-1  | 9-3  |
| Novara       | 2-5 |     | 2-2  | 16-2 |
| Pati Vic     | 3-6 | 2-3 |      | 9-1  |
| Herne Bay    | 2-9 | 2-6 | 3-15 |      |

## Final a Quatro
A Final a Quatro da Liga Europeia de 1998/99 foi disputada nos dias 1 e 2 de Maio de 1999, em Igualada, Espanha.

### Quadro de Jogos
|  | Semifinais   | Semifinais |          |              | Final          | Final    |  |
|  |              |            |          |              |                |          |  |
|  | 1 de Maio    |            |          |              |                |          |  |
|  | Igualada     | 3          |          |              |                |          |  |
|  | FC Barcelona | 1          |          |              |                |          |  |
|  |              |            |          |              |                |          |  |
|  |              |            |          |              | 2 de Maio      |          |  |
|  |              |            |          |              | Igualada       | 4 (6 GP) |  |
|  |              | FC Porto   | 4 (5 GP) |              |                |          |  |
|  |              |            |          |              |                |          |  |
|  |              |            |          |              |                |          |  |
|  |              |            |          |              | Terceiro lugar |          |  |
|  | 1 de Maio    | 1 de Maio  |          | 2 de Maio    | 2 de Maio      |          |  |
|  | FC Porto     | 7          |          | FC Barcelona | 5              |          |  |
|  | Novara       | 4          |          |              | Novara         | 2        |  |

| Vencedores Liga Europeia 1998–99 |
| -------------------------------- |
|                                  |
| IGUALADA (6.º título)            |

### Internacional
- Ligações para todos os sítios de hóquei
- Mundook- Sítio com notícias de todo o mundo do hóquei
- Hoqueipatins.com - Sítio com todos os resultados de Hóquei em Patins